# Centre pénitentiaire et de rééducation de Kinshasa
Pour les articles homonymes, voir Makala.
Le Centre pénitentiaire de rééducation de Kinshasa (CPRK), aussi appelée prison centrale de Makala ou prison de Makala, est une prison de la république démocratique du Congo (RDC), située dans la ville de Kinshasa.
La prison de Makala, créé en 1957 par le Congo belge, est situé entre les communes de Makala et de Selembao. Doté d'une capacité théorique de 1 500 détenus,, Makala est le seul centre de détention de Kinshasa, à l'exception de la prison de Ndolo, qui est réservée aux militaires et civils inculpés par la justice militaire.
La sécurité de chacun des onze pavillons ou loge les prisonniers est assurée par les détenus. Il n’y a pas, à l’intérieur du site, de policiers ou de gardien de prison.

## Un centre pénitentiaire très critiqué
En 2020 l'ONG congolaise Fondation Bill Clinton pour la paix (FBCP) dénonce les conditions de détention dans la prison de Makala à Kinshasa, et Human Rights Watch (HRW) demande aux autorités congolaises de faire preuve de leur bonne foi en réduisant rapidement la population carcérale et de débloquer les fonds pour la nourriture et améliorer les conditions d’hygiène au sein de la prison. L’ONG de défense de droits de l’homme note que la prison de Makala est classée parmi les plus surpeuplées du monde.
Dans un nouveau rapport en 2023, la FBCP fait état de  505 morts au cours de l'année 2023. les raisons sont diverses : maladies, étouffements, conditions sanitaires et de détention déplorables.
Au moins 131 personnes sont tuées dans ce qui est présenté comme tentative d’évasion dans la nuit du 1er au 2 septembre 2024, bilan sous-estimé selon des ONG. Le ministre de la justice du Congo rejette cette hypothèse, dénonçant un acte de sabotage visant à contrarier ses efforts de désengorgement de la prison.

## Surpopulation carcérale
La surpopulation carcérale est le problème majeur de la prison de Makala. Alors qu'aucune autre prison n'existe à Kinshasa à l'exception de la prison militaire de Ndolo, la prison de Makala, avec une capacité de 1 500 détenus, construite à une époque où Kinshasa comptait environ 250 000 habitants, n'a pas les capacités pour gérer le nombre de personnes emprisonnés pour une ville dont la population en 2022 s'élève à environ 17 millions d'habitants. Cette surpopulation est aussi due à la lenteur de la Justice pour traiter les dossiers des détenus : de nombreux prisonniers, surtout les moins nantis, y restent emprisonnés plusieurs années avant d’être jugés.
En janvier 2020, ce sont plus de huit mille personnes qui sont détenues dans la prison de Makala, dont 94 % en attente de jugement. En février 2023, ce sont 10 790 personnes qui y sont emprisonnées, dont 7 780 en détention préventive, et fin décembre les chiffres rapportés sont de 13 500 détenus, dont seulement 2 200 personnes de condamnées.
En juillet 2024, le nombre de détenus passe à 15 000 personnes, dont une majorité de personnes en attente d'un jugement.